# Podolinella podolica
Podolinella podolica är en urinsektsart som beskrevs av Andrzej Szeptycki 1995. Podolinella podolica ingår i släktet Podolinella och familjen lönntrevfotingar. Inga underarter finns listade i Catalogue of Life.